# Sestroretsk

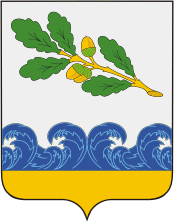
Brasão de armas.

Sestroretsk (russo: Сестроре́цк; finlandês: Siestarjoki; suaco: Systerbäck) é uma cidade municipal no distrito de Kurortny da cidade federal de São Petersburgo, Rússia, localizada nas margens do golfo da Finlândia, do rio Sestra e do lago Sestroretskiy 34 quilômetros (21 milhas) a noroeste de São Petersburgo. População: 37,248 (Censo 2010 - resultados preliminares); 40,287 (Censo 2002); 35,498 (Censo 1989); 30,500 (1975).